# Sarmientoia
Sarmientoia là một chi bướm ngày thuộc họ Bướm nâu.